# Han Xinyun
Han Xinyun (韩馨蕴S, Hán XīnyùnP; Jinzhou, 30 maggio 1990) è una tennista cinese.

## Carriera
Debutta in un torneo del Grande Slam nel 2010, quando riesce a qualificarsi al primo turno degli Australian Open, sconfitta in tre set da Samantha Stosur con il punteggio finale di 1-6, 6-3, 2-6.
Lo stesso anno esordisce anche in Fed Cup, disputando tre dei cinque match previsti fra Cina e Slovacchia, di cui uno nel doppio, riuscendo anche ad avere la meglio sulla più quotata Daniela Hantuchová con un severo 6-1, 6-1, nonostante la Slovacchia a quel punto avesse già ottenuto matematicamente la vittoria sulle cinesi.

## Statistiche WTA

### Doppio

#### Vittorie (3)
| Legenda               | Legenda      |
| --------------------- | ------------ |
| Grande Slam (0)       |              |
| Ori Olimpici (0)      |              |
| WTA Finals (0)        |              |
| WTA Elite Trophy (1)  |              |
| Dal 2009 al 2020      | Dal 2021     |
| Premier Mandatory (0) | WTA 1000 (0) |
| Premier 5 (0)         | WTA 1000 (0) |
| Premier (0)           | WTA 500 (0)  |
| International (2)     | WTA 250 (0)  |

| N. | Data            | Torneo                       | Superficie  | Compagna         | Avversarie in finale           | Punteggio |
| 1. | 16 gennaio 2016 | Hobart International, Hobart | Cemento     | Christina McHale | Kimberly Birrell Jarmila Wolfe | 6-3, 6-0  |
| 2. | 5 novembre 2017 | WTA Elite Trophy, Zhuhai     | Cemento (i) | Duan Yingying    | Lu Jingjing Zhang Shuai        | 6-2, 6-1  |
| 3. | 5 agosto 2018   | Citi Open, Washington        | Cemento     | Darija Jurak     | Alexa Guarachi Erin Routliffe  | 6-3, 6-2  |

#### Sconfitte (7)
| Legenda              | Legenda               | Legenda      |
| -------------------- | --------------------- | ------------ |
| Grande Slam (0)      |                       |              |
| Argenti Olimpici (0) |                       |              |
| WTA Finals (0)       |                       |              |
| WTA Elite Trophy (0) |                       |              |
| Prima del 2009       | Dal 2009 al 2020      | Dal 2021     |
| Tier I (0)           | Premier Mandatory (0) | WTA 1000 (0) |
| Tier II (2)          | Premier 5 (0)         | WTA 1000 (0) |
| Tier III (0)         | Premier (0)           | WTA 500 (0)  |
| Tier IV (0)          | International (4)     | WTA 250 (1)  |
| Tier V (0)           | International (4)     | WTA 250 (1)  |

| N. | Data              | Torneo                                           | Superficie  | Compagna         | Avversarie in finale                       | Punteggio        |
| 1. | 10 settembre 2007 | China Open, Pechino                              | Cemento     | Xu Yifan         | Chuang Chia-jung Hsieh Su-wei              | 6(3)-7, 2-6      |
| 2. | 22 settembre 2008 | China Open, Pechino (2)                          | Cemento     | Xu Yifan         | Anabel Medina Garrigues Caroline Wozniacki | 1-6, 3-6         |
| 3. | 13 settembre 2010 | Guangzhou International Women's Open, Canton     | Cemento     | Liu Wanting      | Edina Gallovits-Hall Sania Mirza           | 5-7, 3-6         |
| 4. | 17 settembre 2011 | Guangzhou International Women's Open, Canton (2) | Cemento     | Chan Chin-wei    | Hsieh Su-wei Zheng Saisai                  | 2-6, 1-6         |
| 5. | 25 maggio 2019    | Internationaux de Strasbourg, Strasburgo         | Terra rossa | Duan Yingying    | Dar'ja Gavrilova Ellen Perez               | 4-6, 3-6         |
| 6. | 21 luglio 2019    | Ladies Open Lausanne, Losanna                    | Terra rossa | Monique Adamczak | Anastasija Potapova Jana Sizikova          | 2-6, 4-6         |
| 7. | 6 marzo 2022      | Abierto GNP Seguros, Monterrey                   | Cemento     | Jana Sizikova    | Catherine Harrison Sabrina Santamaria      | 6-1, 5-7, [6-10] |

## Circuito WTA 125

### Doppio

#### Vittorie (1)
| N. | Data           | Torneo                                          | Superficie | Compagna | Avversarie in finale          | Punteggio |
| 1. | 23 aprile 2017 | Biyuan Zhengzhou Women's Tennis Open, Zhengzhou | Cemento    | Zhu Lin  | Jacqueline Cako Julia Glushko | 7-5, 6-1  |

#### Sconfitte (5)
| N. | Data            | Torneo                               | Superficie  | Compagna          | Avversarie in finale                     | Punteggio           |
| 1. | 10 agosto 2013  | Suzhou Ladies Open, Suzhou           | Cemento     | Eri Hozumi        | Tímea Babos Michaëlla Krajicek           | 2-6, 2-6            |
| 2. | 2 novembre 2014 | Ningbo Challenger, Ningbo            | Cemento     | Zhang Kailin      | Ol'ga Savčuk Arina Rodionova             | 6-4, 6(2)-7, [6-10] |
| 3. | 28 aprile 2019  | Kunming Open, Anning                 | Terra rossa | Duan Yingying     | Peng Shuai Yang Zhaoxuan                 | 5-7, 2-6            |
| 4. | 4 agosto 2019   | Liqui Moly Open Karlsruhe, Karlsruhe | Terra rossa | Yuan Yue          | Lara Arruabarrena Vecino Renata Voráčová | 7-6(2), 4-6, [4-10] |
| 5. | 10 luglio 2022  | Grand Est Open 88, Contrexéville     | Terra rossa | Aleksandra Panova | Ulrikke Eikeri Tereza Mihalíková         | 6(8)-7, 2-6         |

## Statistiche ITF

### Singolare

#### Vittorie (11)
| Torneo $100.000 (0) |
| Torneo $80.000 (0)  |
| Torneo $75.000 (1)  |
| Torneo $60.000 (1)  |
| Torneo $50.000 (0)  |
| Torneo $25.000 (6)  |
| Torneo $15.000 (2)  |
| Torneo $10.000 (1)  |

| N.  | Data            | Torneo                                                   | Superficie  | Avversaria in finale | Punteggio     |
| 1.  | 12 giugno 2006  | Montemor Ladies Open, Montemor-o-Novo                    | Cemento     | Neuza Silva          | 6–2, 2–6, 7–5 |
| 2.  | 18 maggio 2009  | ITF Incheon Women's Challenger Tennis, Incheon           | Cemento     | Liang Chen           | 6–2, 6–2      |
| 3.  | 25 maggio 2009  | ITF NH NongHyup Goyang Women's Challenger Tennis, Goyang | Cemento     | Lee Jin-a            | 7–5, 6–4      |
| 4.  | 1º giugno 2009  | ITF Gimhae Women's Challeneger Tennis, Gimhae            | Cemento     | Shannon Golds        | 6–1, 6–3      |
| 5.  | 29 aprile 2013  | Seoul Open, Seul                                         | Cemento     | So-Jung Kim          | 6–2, 6–1      |
| 6.  | 31 marzo 2014   | Glen Iris International, Glen Iris                       | Terra rossa | Tori Kinard          | 6–2, 6–3      |
| 7.  | 6 febbraio 2016 | Launceston Tennis International, Launceston              | Cemento     | Alla Kudryavtseva    | 6-1, 6-1      |
| 8.  | 14 agosto 2016  | ITF Women's Circuit Naiman, Naiman                       | Cemento (i) | Liu Fangzhou         | 6-4, 6-3      |
| 9.  | 10 giugno 2018  | ITF Women's Circuit Changsha, Changsha                   | Cemento     | Alison Bai           | 7-5, 0-6, 6-4 |
| 10. | 28 ottobre 2018 | ITF Women's Circuit Nanning, Nanning                     | Cemento     | Karman Thandi        | 6-4, 2-6, 6-4 |
| 11. | 12 maggio 2019  | Jin'an Open, Lu'an                                       | Cemento     | Duan Yingying        | 4-6, 6-2, 6-2 |

### Doppio

#### Vittorie (27)
| Torneo $100.000 (1) |
| Torneo $80.000 (1)  |
| Torneo $75.000 (1)  |
| Torneo $60.000 (4)  |
| Torneo $50.000 (7)  |
| Torneo $25.000 (8)  |
| Torneo $15.000 (2)  |
| Torneo $10.000 (3)  |

| N.  | Data             | Torneo                                                                          | Superficie  | Compagna        | Avversarie in finale                         | Punteggio           |
| 1.  | 9 aprile 2007    | ITF Women's Circuit Ho Chi Minh City, Ho Chi Minh                               | Cemento     | Hao Jie         | Kumiko Iijima Seiko Okamoto                  | 6–2, 1–6, 6–3       |
| 2.  | 26 novembre 2007 | ITF Women's Circuit Xiamen, Xiamen                                              | Cemento     | Xu Yifan        | Ji Chunmei Sun Shengnan                      | 6–4, 7–5            |
| 3.  | 12 maggio 2008   | Internazionali Femminili di Tennis Città di Caserta, Caserta                    | Terra rossa | Xu Yifan        | Kumiko Iijima Seiko Okamoto                  | 4–6, 6–4, [10–8]    |
| 4.  | 10 agosto 2009   | Blossom Cup, Quanzhou                                                           | Cemento     | Kao Shaoyuan    | Hao Jie Sun Shengnan                         | 1–6, 6–2, [10–6]    |
| 5.  | 24 maggio 2010   | Torneo Internazionale Femminile Città di Grado, Grado                           | Terra rossa | Lu Jingjing     | Karina Pimkina Marta Sirotkina               | 1–6, 6–4, [10-8]    |
| 6.  | 14 maggio 2012   | Kurume Best Amenity International Women's Tennis, Kurume                        | Erba        | Sun Shengnan    | Ksenia Lykina Melanie South                  | 6–1, 6–0            |
| 7.  | 6 maggio 2013    | Seoul Open, Seul                                                                | Cemento     | Ye Qiuyu        | Chan Chin-wei Zhang Nannan                   | 7–6(3), 4–6, [10–4] |
| 8.  | 23 febbraio 2014 | Chang ITF Thailand Pro Circuit Nonthaburi, Nonthaburi                           | Cemento     | Zhang Kailin    | Katie Boulter Xun Fangying                   | 6–3, 6–0            |
| 9.  | 17 marzo 2014    | ITF Women's Circuit Shenzhen, Shenzhen                                          | Cemento     | Zhang Kailin    | Chan Chin-wei Liu Chang                      | 6–3, 2–6, [13–11]   |
| 10. | 28 marzo 2014    | ITF Women's Circuit Shenzhen, Shenzhen                                          | Cemento     | Zhang Kailin    | Gai Ao Wang Yan                              | 6–0, 6–3            |
| 11. | 21 aprile 2014   | ITF Women's Circuit Nanning, Nanning                                            | Cemento     | Zhang Kailin    | Zhang Ling Zheng Saisai                      | 7–6(8), 7–6(3)      |
| 12. | 28 aprile 2014   | ITF Women's Circuit Anning, Anning                                              | Terra rossa | Zhang Kailin    | Varatchaya Wongteanchai Zhang Ling           | 6–4, 6–2            |
| 13. | 28 luglio 2014   | Wuhan World Tennis Tour, Wuhan                                                  | Cemento     | Zhang Kailin    | Miyu Kato Makoto Ninomiya                    | 6-4, 6-2            |
| 14. | 30 agosto 2014   | Sekisho Challenge Open, Tsukuba                                                 | Cemento     | Zhang Kailin    | Nicha Lertpitaksinchai Peangtarn Plipuech    | 6-4, 6–4            |
| 15. | 10 gennaio 2015  | ITF Women's Circuit – Hong Kong, Hong Kong                                      | Cemento     | Hsu Chieh-yu    | Varatchaya Wongteanchai Varunya Wongteanchai | 3–6, 6–4, [10–8]    |
| 16. | 13 febbraio 2015 | Launceston Tennis International, Launceston                                     | Cemento     | Junri Namigata  | Wang Yafan Yang Zhaoxuan                     | 6–4, 3–6, [10–6]    |
| 17. | 23 maggio 2015   | Wuhan World Tennis Tour, Wuhan                                                  | Cemento     | Chang Kai-Chen  | Liu Chang Lu Jiajing                         | 6–0, 6–3            |
| 18. | 31 maggio 2015   | ITF Women's Circuit – Xuzhou, Xuzhou                                            | Cemento     | Chang Kai-Chen  | Cao Siqi Zhou Mingjun                        | 6–3, 6-2            |
| 19. | 6 luglio 2015    | Chang ITF Thailand Pro Circuit Bangkok, Bangkok                                 | Cemento     | Zhang Kailin    | Kanae Hisami Kotomi Takahata                 | 6-3, 6-4            |
| 20. | 27 marzo 2017    | Blossom Cup, Quanzhou                                                           | Cemento     | Ye Qiuyu        | Hiroko Kuwata Zhu Lin                        | 6-3, 6-3            |
| 21. | 30 aprile 2017   | ITF Women's Circuit Anning, Anning                                              | Terra rossa | Ye Qiuyu        | Prarthana Thombare Xun Fangying              | 6-2, 7-5            |
| 22. | 20 maggio 2017   | Open International Féminin Midi-Pyrénées Saint-Gaudens Comminges, Saint-Gaudens | Terra rossa | Chang Kai-Chen  | Montserrat González Sílvia Soler Espinosa    | 7-5, 6-1            |
| 23. | 28 ottobre 2017  | Liuzhou International Challenger, Liuzhou                                       | Cemento     | Makoto Ninomiya | Jacqueline Cako Laura Robson                 | 6-2, 7-6(3)         |
| 24. | 23 marzo 2018    | ITF Women's Circuit Nanjing, Nanjing                                            | Cemento     | Ye Qiuyu        | Sun Xuliu Zhao Qianqian                      | 3-6, 6-3, [10-5]    |
| 25. | 27 aprile 2018   | Blossom Cup, Quanzhou                                                           | Cemento     | Ye Qiuyu        | Guo Hanyu Wang Xinyu                         | 7-6(3), 7-6(6)      |
| 26. | 3 giugno 2018    | ITF Women's Circuit Luzhou, Luzhou                                              | Cemento     | Lu Jingjing     | Alison Bai Andreea Amalia Rosca              | 6-3, 6-3            |
| 27. | 4 maggio 2019    | Kangaroo Cup, Gifu                                                              | Cemento     | Duan Yingying   | Akiko Ōmae Peangtarn Plipuech                | 6–3, 4-6, [10-4]    |

## Risultati in progressione
| Sigla | Risultato               |
| ----- | ----------------------- |
| V     | Vincitore               |
| F     | Finalista               |
| SF    | Semifinalista           |
| O     | Oro olimpico            |
| A     | Argento olimpico        |
| SF    | Bronzo olimpico         |
| QF    | Quarti di Finale        |
| 4T    | Quarto turno            |
| 3T    | Terzo turno             |
| 2T    | Secondo turno           |
| 1T    | Primo turno             |
| RR    | Round Robin             |
| LQ    | Turno di qualificazione |
| A     | Assente                 |
| ND    | Non disputato           |

| Legenda superfici    |
| -------------------- |
| Cemento              |
| Terra battuta        |
| Erba                 |
| Superficie variabile |

### Singolare nei tornei del Grande Slam
| Torneo          | 2010 | 2011 | 2012 | 2013 | 2014 | 2015 | 2016 | 2017 | V-S |
| --------------- | ---- | ---- | ---- | ---- | ---- | ---- | ---- | ---- | --- |
| Australian Open | 1T   | A    | A    | A    | A    | A    | 2T   | 1T   | 1-3 |
| Open di Francia | A    | A    | A    | A    | A    | A    | Q1   |      | 0-0 |
| Wimbledon       | A    | A    | A    | A    | A    | A    | Q1   |      | 0-0 |
| US Open         | A    | A    | A    | A    | A    | A    | Q3   |      | 0-0 |
| Totale          | 0-1  | 0-0  | 0-0  | 0-0  | 0-0  | 0-0  | 1-1  | 0-1  | 1-3 |

### Doppio nei tornei del Grande Slam
| Torneo          | 2010 | 2011 | 2012 | 2013 | 2014 | 2015 | 2016 | 2017 | V-S |
| --------------- | ---- | ---- | ---- | ---- | ---- | ---- | ---- | ---- | --- |
| Australian Open | A    | A    | A    | 2T   | 1T   | A    | A    | A    | 1-2 |
| Open di Francia | A    | A    | A    | A    | A    | A    | 1T   |      | 0-1 |
| Wimbledon       | A    | A    | A    | A    | A    | A    | 1T   |      | 0-1 |
| US Open         | A    | A    | A    | A    | A    | A    | 1T   |      | 0-1 |
| Totale          | 0-0  | 0-0  | 0-0  | 1-1  | 0-1  | 0-0  | 0-3  | 0-0  | 1-5 |

### Doppio misto nei tornei del Grande Slam
Nessuna partecipazione